# آرسن یغیازاریان
آرسن یغیازاریان (ارمنی: Արսեն Եղիազարյան؛ ۱۸ ژوئن ۱۹۷۰ – ۲۰ آوریل ۲۰۲۰) شطرنج‌باز اهل ارمنستان بود. وی در سال ۱۹۹۲ از انستیتو دولتی فرهنگ سلامت و ورزش پرورش اندام ارمنستان فارغ‌التحصیل گشت.